# 1981 en photographie
| Années de la photographie : 1978 - 1979 - 1980 - 1981 - 1982 - 1983 - 1984    |
| Décennies de la photographie : 1950 - 1960 - 1970 - 1980 - 1990 - 2000 - 2010 |

Cet article présente les faits marquants de l'année 1981 en photographie.

## Événements
- Ouverture du Musée de la photographie de Reykjavík en Islande.
- Création de la revue française Les Cahiers de la photographie, consacrée à la critique photographique, par Claude Nori, Bernard Plossu, Gilles Mora, Denis Roche et Jean-Claude Lemagny.
- Création de la revue trimestrielle allemande Fotogeschichte (de) à Francfort[1].
- La revue suisse Camera, créée en 1922, qui publie des éditions séparées en anglais, français et allemand, cesse de paraître.
- Le magazine suédois de reportage-photo Se cesse de paraître.

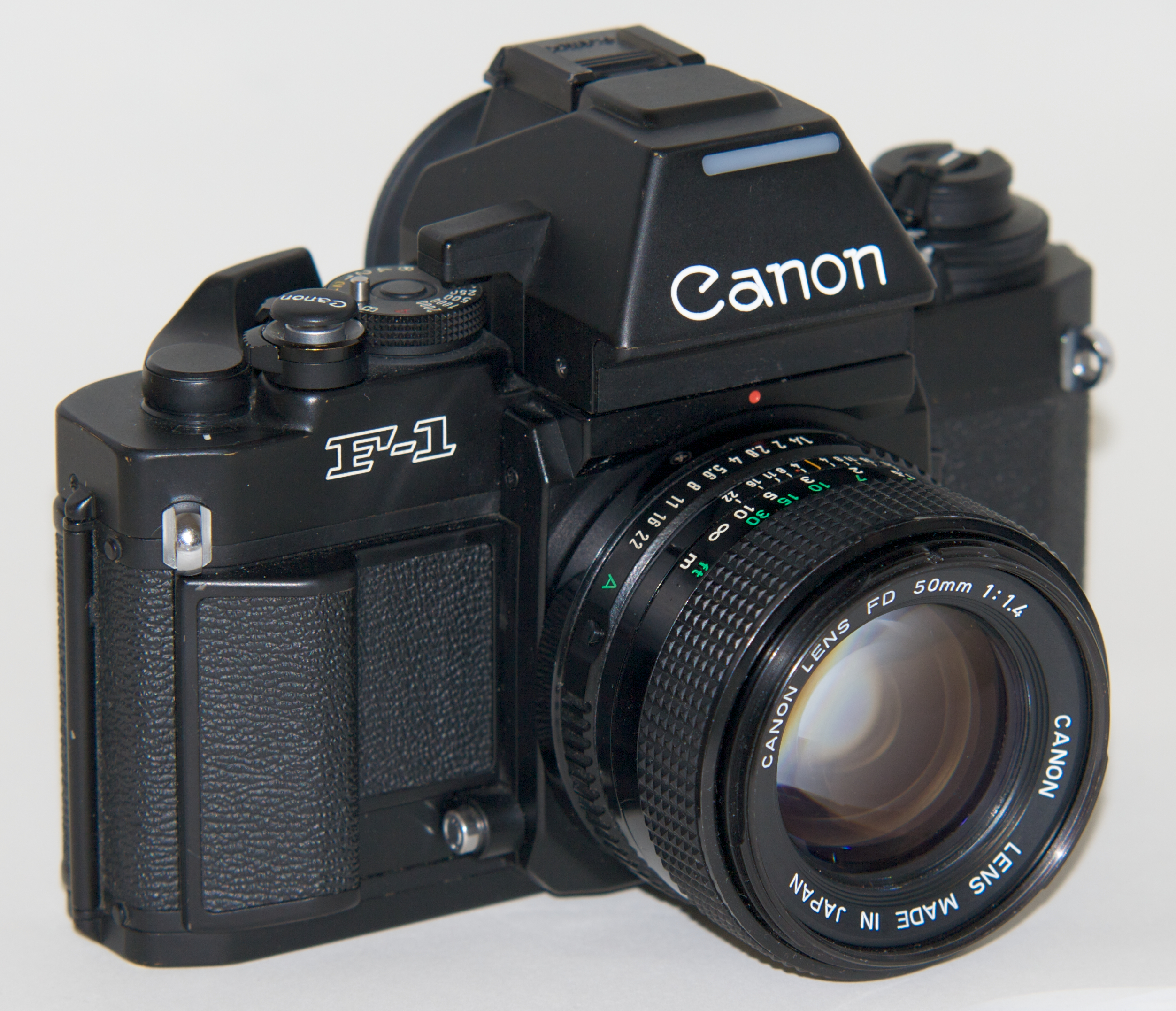
Canon New F-1.

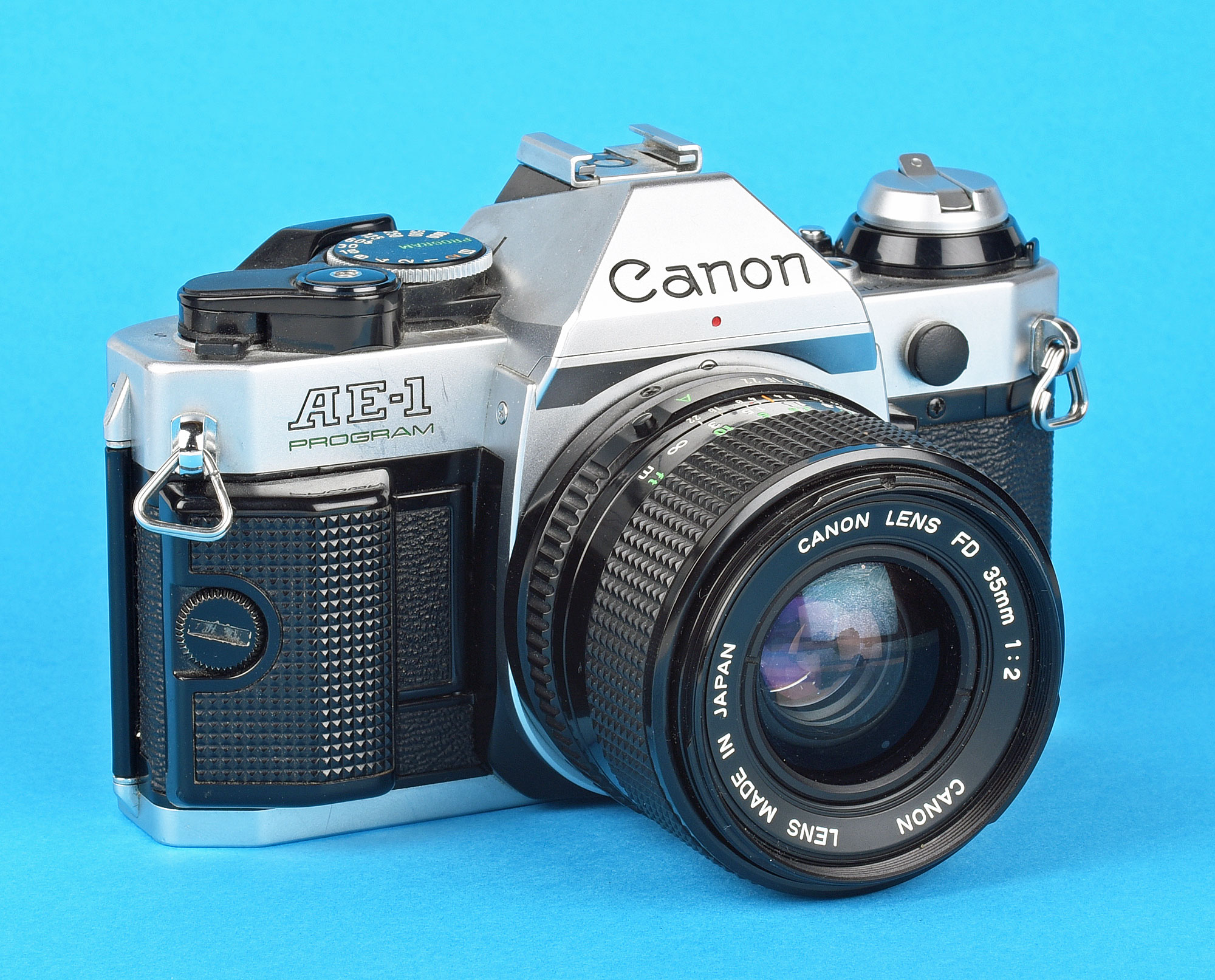
Canon AE-1 Program

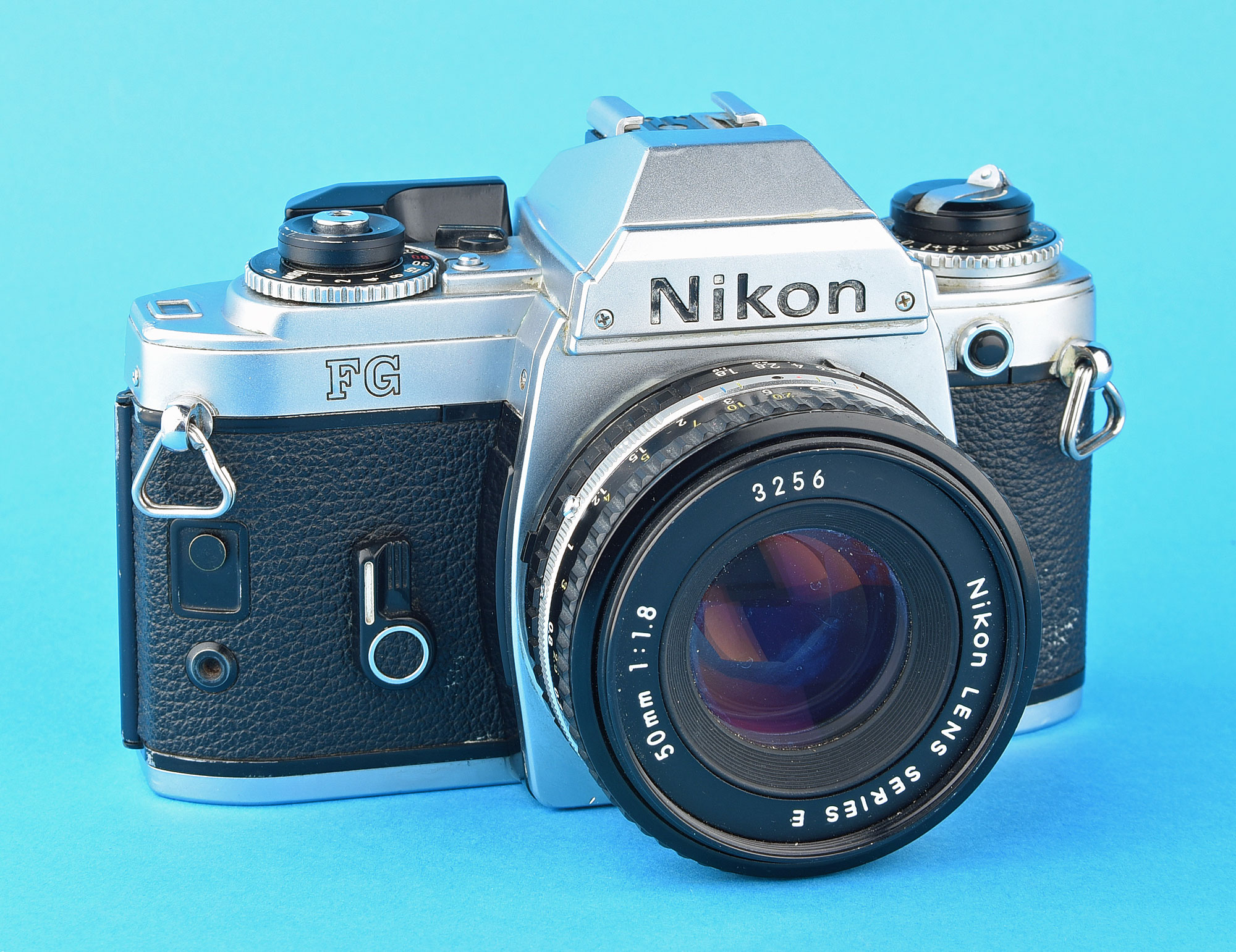
Nikon FG.

- Commercialisation par la firme Canon du Canon New F-1, appareil photographique reflex mono-objectif qui remplace le Canon F-1 lancé en 1971, et du Canon AE-1 Program, successeur du Canon AE-1, également lancé en 1971.
- Commercialisation par la firme Nikon du Nikon FG, appareil photographique argentique reflex mono-objectif.
- 25 août : la société Sony présente Mavica (pour « Magnetic Video Camera »), le premier prototype d'appareil photographique numérique[2].
- Commercialisation du Cosina CX-2, un appareil photographique japonais, utilisant une pellicule de 35 mm, muni d'une exposition automatique ; c'est une version améliorée du Cosina CX-1 lancé en 1959.

## Photographies notables
- Nan Goldin commence The Ballad of Sexual Dependency, diaporama constitué de plus de 800 diapositives projetées en boucle et accompagnées de chansons issues d’univers et d’inspirations très divers, comme James Brown, Maria Callas ou The Velvet Underground[3].

## Études, essais, articles
- Roger Bellone et Luc Fellot, Histoire mondiale de la photographie en couleurs : des origines à nos jours, Paris, Hachette Réalités, 357 p. (ISBN 2-01-007184-0, lire en ligne ).
- Hervé Guibert, L'Image fantôme, essai sur la photographe, Paris, Éditions de minuit  (ISBN 978-2-7073-0585-5)[4].

## Films sur la photographie
- Raymond Depardon, Reporters, long-métrage documentaire ; entre le 1er et le 31 octobre 1980, Depardon suit les reporters photographes de l'agence Gamma qui couvrent les actualités[5].

## Expositions
- 21 janvier - 8 mars : La Photographie polonaise : 1900-1981, Musée national d'Art moderne, Centre Georges-Pompidou, Paris[6].

- 31 janvier - 5 avril : Paul Senn : Photographien aus den Jahren 1930-1953, Kunsthaus, Zürich[7].

- 1er avril - 18 mai : Intérieurs, reportage photographique de François Hers et Sophie Ristelhueber sur l’évolution du logement social en Belgique depuis 1945, Centre Georges-Pompidou, Paris[8],[9].

- 6 mai - 5 juillet : Before Photography: Painting and the Invention of Photography, Museum of Modern Art (MoMA), New York[10].

puis 12 septembre - 8 novembre : Joslyn Art Museum, Omaha, Nebraska ; 4 janvier - 21 février 1982 : Frederick S. Wight art gallery, Université de Californie, Los Angeles ; 15 mars - 9 mai 1982 : Art Institute of Chicago.
- 13 mai - 26 juin : Charles Marville : photographs of Paris at the time of the Second Empire, French Institute Alliance Française, New York[11]

puis : 1er juillet - 16 août : Yale University Art Gallery, New Haven ; 4 septembre - 18 octobre : Wellesley College Museum, Wellesley.
- 15 mai - 28 juin : Jean-Baptiste Tournassoud, Musée Nicéphore-Niépce, Chalon-sur-Saône.

- 8 juillet - 14 septembre : Autoportraits photographiques 1898-1981, Musée national d'Art moderne, Centre Georges-Pompidou, Paris[12].

- 8 octobre - 29 novembre : Les Boissonnas : un siècle de photographie à Genève, Musée Rath, Genève.

- octobre : Joseph Sudek, Galerie municipale du Château d'eau, Toulouse[13].

- octobre - novembre : Clarence J. Laughlin (en) : le troisième monde de la photographie, Musée d'art et d'industrie, Saint-Étienne.

- 21 novembre - 25 janvier 1982 : Photos de mode d'Erwin Blumenfeld, Centre Pompidou, Paris[14],[15]

puis 22 novembre 1982 - 10 décembre 1982 : Erwin Blumenfeld. Photographies de mode 1940-1950, Le Consortium, Dijon.
- novembre : Paul Strand, Galerie municipale du Château d'eau, Toulouse.
- 10 décembre - 12 avril 1982 : Man Ray photographe, Musée national d'Art moderne, Centre Georges-Pompidou, Paris[17],[18].

- décembre - janvier 1982 : Il Monte Bianco dei fratelli Bisson : ascensioni fotografiche 1859-1862, Courmayeur.

- 9 & 9, exposition de 18 jeunes photographes tchèques, commissaire d'exposition Anna Fárová, abbaye de Plasy, Plasy, Tchécoslovaquie[19],[20].

parmi les photographes exposés : Jaroslav Bárta (cs), Bohdan Holomíček (cs), Vratislav Hůrka (cs), Libuše Jarcovjáková,Jan Malý (cs), Jiří Poláček (cs), Dušan Šimánek (cs),Iren Stehli (cs).

## Festivals et congrès photographiques
- 5 juillet-30 septembre : 12e Rencontres de la photographie d'Arles[21],[22],[23].

## Prix et récompenses
- Grand Prix national de la photographie : Henri Cartier-Bresson.
- Prix Niépce : Frédéric Brenner et Jacques Bondon.
- Prix Nadar: Willy Ronis, Sur le fil du hasard, Paris, Contrejour, 1980.
- Prix Oskar-Barnack : Björn Larsson Ask (Suède).
- : Prix Kodak de la critique photographique : Gilles Peress.
- Médaille David-Octavius-Hill : Peter Keetman.
- Prix Erich-Salomon : service photo de la Deutsche Presse-Agentur.
- Prix culturel de la Société allemande de photographie : Harold E. Edgerton et J. Mitchell.
- Prix Robert Capa Gold Medal : Rudi Frey, de Time, photographies de la loi martiale en Pologne.
- Prix Pulitzer :
  - Prix Pulitzer de la photographie d'article de fond : Larry C. Price du Fort Worth Star-Telegram, pour ses photographies du Liberia.
  - Pulitzer Prize for Spot News Photography : Taro M. Yamasaki, du Detroit Free Press, pour ses photographies de la prison de Jackson dans le Michigan.
- Prix Ansel-Adams : Ernie Day.
- Prix W. Eugene Smith : Eugene Richards.
- World Press Photo de l'année : Mike Wells, photographie prise en avril 1980 de la main d'un missionnaire blanc tenant celle d'un enfant africain qui meurt de faim dans le nord-est de l'Ouganda[24].
- Prix de la Société de photographie du Japon / prix annuel : Hiroji Kubota, Banri Namikawa, Takashi Okamura, Yoshikazu Shirakawa / espoirs : Keizō Kitajima / contributions remarquables : Hatsutarō Horiuchi.
- Prix Kimura Ihei : Kanendo Watanabe.
- Prix Ina-Nobuo : Meitoku Itō.
- Création du Prix Ken-Domon par le groupe de presse The Mainichi Newspapers Co., récompensant un photographe documentaire ; il est décerné à partir de 1982.
- Médaille du progrès de la Royal Photographic Society : Norman Parkinson.
- Prix international de la Fondation Hasselblad : Ansel Adams.

## Naissances
- 7 juillet : Max Levin, photojournaliste, photographe documentaire et vidéaste ukrainien, tué pendant un reportage lors de l'invasion de l'Ukraine par la Russie le 13 mars 2022.
- 15 août : Sarah Carp, photographe documentaire suisse, lauréate en 2021 du prix Photographe Swiss Press de l'année.
- 28 août : Catherine Apalat, photographe et journaliste ougandaise.
- 15 septembre : Mikhael Subotzky, photographe sud-africain.
- 27 septembre : Corentin Fohlen, photojournaliste indépendant français, lauréat en 2011 et 2016 de deux prix World Press Photo.
- 11 novembre : Sandra Reinflet, photographe et autrice française, prix Roger-Pic en 2020.
- 1er décembre : Dieu-Nalio Chery, journaliste et reporter photographe haïtien.

- Date précise inconnue ou non renseignée :
  - Laetitia Bica, photographe belge.
  - Tina Lechner, photographe autrichienne.
  - Anni Leppälä, photographe finlandaise.

## Décès
- 12 janvier : Pierre Coutras, avocat français, photographe amateur à Marseille, mort le 18 octobre 1889.
- 19 janvier : Francesca Woodman, photographe américaine, née le 3 avril 1958.
- 24 mars : Carlo Balelli, photographe italien, né en 1894.
- 14 avril : Masataka Takayama, photographe japonais, né le 15 mai 1895.
- 5 août : Claude Batho, photographe française, née le 1er juin 1935.
- 30 septembre : Liselotte Strelow, photographe allemande, née le 11 septembre 1908.
- Date précise inconnue ou non renseignée :
  - Antoni Ollé, peintre et photographe espagnol, née le 17 décembre 1897.
  - Galina Sanko, photographe et photojournaliste russe, née en 1904.

## Célébrations
Centenaire de naissance
- Lucien Bailly
- Jean-Baptiste Boudeau
- Francesco Chigi
- Edgar Gariépy
- Arthur Goss
- Félix Gréban de Saint Germain
- George Masa
- Robert Enrique Muller
- Madame d'Ora
- David Šterenberg
- Naciye Suman

Centenaire de décès
- Antoine Samuel Adam-Salomon
- Giacomo Brogi
- Louis Colin
- Michael Pakenham Edgeworth
- Jean-Victor Frond
- Sarah Louise Judd
- Angelina Trouillet
- Victor Prevost
- Jean-Baptiste Sabatier-Blot

Bicentenaire de naissance
- David Brewster